# Maruthanayagam Pillai
Muhammad Yusuf Khan (nascido Maruthanayagam Pillai)  foi um comandante do Exército Madras da Companhia Britânica das Índias Orientais. Ele nasceu em uma família do clã Tamil Vellalar  em uma vila chamada Panaiyur na Índia Britânica, que hoje é Nainarkoil Taluk, distrito de Ramanathapuram de Tamil Nadu, Índia. Ele se converteu ao Islã e foi nomeado Muhammad Yusuf Khan. Ele era popularmente conhecido como Khan Sahib quando se tornou governante de Madurai. Ele se tornou um guerreiro nas tropas Arcot e, mais tarde, comandante das tropas da Companhia Britânica das Índias Orientais. Os britânicos e o Arcot Nawab o contrataram para suprimir o levante Polygar (também conhecido como Palayakkarar) no sul da Índia. Mais tarde, ele foi encarregado de administrar o país Madurai quando o governo Madurai Nayak terminou.
Surgiu uma disputa com os britânicos e Arcot Nawab, e três associados de Khan foram subornados para capturá-lo. Ele foi capturado durante sua oração matinal (Thozhugai) e enforcado no dia 15 Outubro de 1764 em Sammatipuram, perto de Madurai. As lendas locais afirmam que ele sobreviveu a duas tentativas anteriores de enforcamento e que o Nawab temia que Yusuf Khan voltasse à vida e por isso teve seu corpo desmembrado e enterrado em diferentes locais ao redor de Tamil Nadu.